# Базаиха (река)
База́иха — река в Красноярском крае России, правый приток Енисея; впадает в него в черте города Красноярска, в одноимённом микрорайоне. Берёт начало у нежилого населённого пункта Сухая Базаиха. Длина — 128 км, площадь водосборного бассейна — 1000 км². Высота устья — 139 м над уровнем моря. Уклон реки — 5,7 м/км.

## Описание реки
Среднегодовой расход воды — 5,0 м³/с. Крупнейшие притоки: Намурт, Калтат, Долгин, Жистык и Корбик.
В реке водятся виды рыб: таймень, ленок, хариус, щука, окунь, ёрш, елец, пескарь, налим и др. Река протекает по каньонообразной местности, оба берега крутые.

## Хозяйственная деятельность

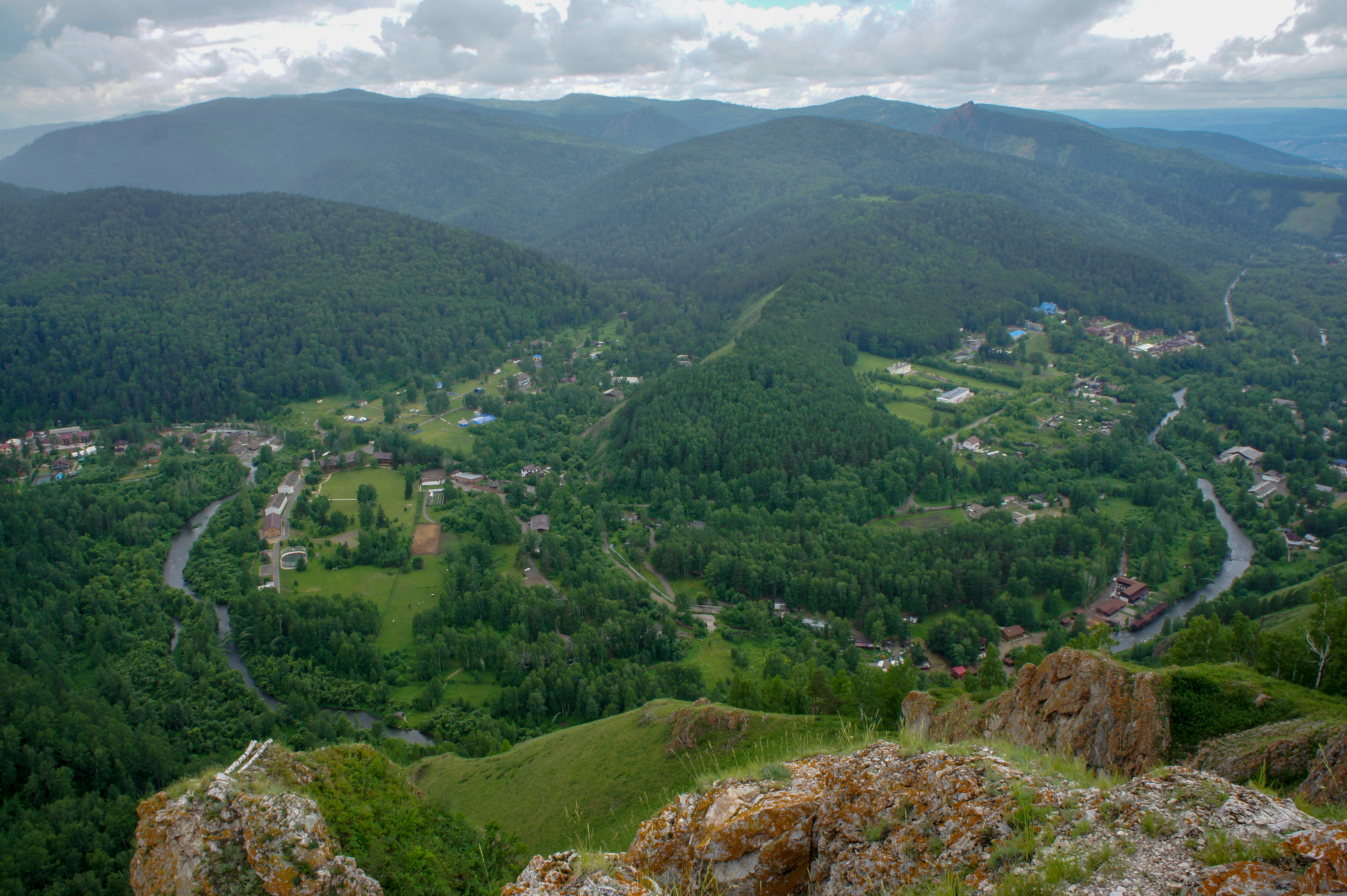
Река Базаиха близ посёлка Базаиха, вид с Торгашинского хребта

Населённые пункты на реке: Верхняя Базаиха, Корбик (нежил.), Жистык, Ерлыковка и Красноярск.
На берегу реки, при впадении в Енисей, в 1640 году была основана деревня Базаиха. Селение прилегало к высокому горному уступу, который назывался Городище, или гора Диван. В XVII веке на плоской вершине горы Диван располагалась крепость енисейских киргизов, которую русские называли Змеиным городищем.
В 1883 году во время школьной экскурсии на реку И. Т. Савенков открыл захоронение человека новокаменного века. В 1884 году начались планомерные археологические исследования окрестностей Красноярска, в том числе на реке Базаихе.
Базаиха использовалась для молевого сплава леса. Река почти по всей своей протяжённости была перекрыта сплавляемыми лесоматериалами, а также специальными гидротехническими сооружениями (бонами и запанями).
В XIX веке на берегах реки жители Красноярска строили свои дачи.
В 1931 году в районе устья реки, в деревне Базаиха, началось строительство деревообрабатывающего комбината, после чего деревня была включена в черту Красноярска.
На левом берегу реки Базаихи, рядом с Болгашовым логом, на территории заповедника «Столбы» работал мраморный карьер.

## Туризм
Река пригодна для туристических сплавов во время весеннего половодья. Туристический маршрут второй категории сложности начинался от деревни Ерлыковка. У порога Абатак (другое название — Абатакская шивера), расположенного под одноимённой горой, проводились соревнования байдарочников.